# 1880 год в литературе

## События
- В Москве начинает выходить литературно-политический журнал «Русская мысль» (существовал до 1918 года).
- 27 (15) февраля 1880 года вышел первый номер первой в России революционной рабочей газеты «Рабочая заря», нелегального органа Северного союза русских рабочих под редакцией С. Н. Халтурина.

## Книги

### Роман
- «Братья Карамазовы» — роман Ф. М. Достоевского.
- «Господа Головлёвы» — роман М. Е. Салтыкова-Щедрина.
- «Неразумный брак» — роман Бернарда Шоу[1].
- «За хлебом», «Из дневника учителя из Познани», «Татарский плен» — произведения Генрика Сенкевича[2].
- «Нильс Люне» — роман датского писателя Енса Петера Якобсена.
- «Паровой дом. Путешествие по Северной Индии» — произведение Жюля Верна.
- «Два брата» — роман Константина Станюковича.
- «Антиподы» — роман Ольги Шапир.

### Повесть
- «Анелька» — повесть Болеслава Пруса, впервые опубликована в 1880 году в газете «Курьер варшавски» под названием «Неудавшаяся повесть».
- «Кандидат Куратов» — повесть Ольги Шапир.

### Рассказ
- «Несмертельный Голован» — рассказ Н. С. Лескова.
- «Письмо к учёному соседу» — дебютный рассказ А. П. Чехова (опубликован в журнале «Стрекоза» 21 марта 1880 года).
- «Хайди» — рассказ Джоанны Спайри.

## Родились

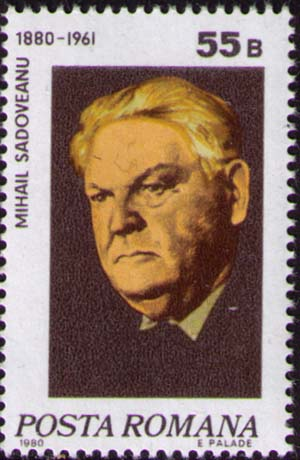
Марка почты Румынии к 100-летию со дня рождения М. Садовяну

- 26 января — Йозеф Бергауэр, австрийский прозаик, публицист (умер в 1947).
- 23 марта — Франце Кидрич, словенский историк литературы, литературовед, теоретик и эссеист (ум.1950).
- 13 апреля — Франтишек Вотруба, чехословацкий поэт, публицист, переводчик, литературный критик (умер в 1953).
- 17 мая — Густав Геденвинд-Эрикссон, шведский писатель (умер в 1967).
- 5 июня — Гонзаге де Рейнольд, швейцарский писатель (умер в 1970).
- 22 июня — Нилмони Пхукан (старший), ассамский писатель и поэт (умер в 1978).
- 5 июля — Минко Генов, болгарский литературный критик и историк литературы (ум. 1950).
- 23 августа — Александр Грин, русский писатель (умер в 1932).
- 26 августа — Гийом Аполлинер, французский поэт (умер в 1918).
- 13 октября — Саша Чёрный, русский поэт (умер в 1932).
- 26 октября — Андрей Белый, русский поэт и писатель (умер в 1934).
- 5 ноября — Михаил Садовяну, румынский писатель (умер в 1961).
- 28 ноября — Александр Александрович Блок, русский поэт (умер в 1921).
- Точная дата неизвестна
  - Аяпберген Мусаев, народный поэт Каракалпакской АССР.
  - Ной Зомлетели, грузинский и советский писатель, поэт (умер в 1938).

## Умерли
- 12 января — Ида фон Ган-Ган, немецкая писательница, поэтесса (родилась в 1805).
- 30 января – Поль Дево, бельгийский писатель.
- 9 февраля — Измаил Иванович Срезневский, русский филолог-славист и историк (родился в 1812).
- 15 февраля — Эрнест-Август Хаген, немецкий поэт, писатель (род. в 1797).
- 23 февраля — Фёдор Николаевич Глинка, русский поэт, публицист, прозаик (родился в 1786).
- 9 марта — Григорий Николаевич Геннади, русский библиограф и библиофил (родился в 1826).
- 23 марта — Соломон Френсдорфф (род. 1803), немецкий и еврейский гебраист.
- 6 мая — Иван Захарович Суриков, русский поэт (родился в 1841).
- 8 мая — Гюстав Флобер, французский писатель (родился в 1821).
- 13 июля — Антал Ченгери, венгерский прозаик, публицист (род. в 1822).
- 31 августа — Антоний Якса-Марцинковский, польский писатель (род. в 1823).
- 10 сентября – Лидия Уилсон, французская поэтесса.
- 8 октября — Магнус-Броструп Ландстад, норвежский поэт (родился в 1802).
- 20 октября — Лидия Мария Чайлд, американская писательница, борец за права женщин и индейцев (родилась в 1802).
- 22 декабря — Джордж Элиот, английская писательница (родилась в 1819).
- 30 декабря — Эпес Сарджент, американский поэт, писатель и драматург (родился в 1813).
- Титус Щенёвский, польский писатель (родился в 1808).